# Mopane
Colophospermum mopane, običajno se imenuje mopane (tudi balzamovec, metuljasto drevo ali terpentinovo drevo), je drevo iz družine stročnic (Fabaceae), ki raste v vročih, suhih, nizko ležečih območjih med 200 do 1150 metrov nadmorske višine v skrajnem severnem delu južne Afrike (Namibija). Drevo se pojavlja le v Afriki in je edina vrsta iz rodu Colophospermum. Njegovi značilni listi v obliki metulja (bifoliate) in drobno seme so lahko prepoznavni. Uporaben je v ljudski medicini in je skupaj s kameljim trnom (Vachellia erioloba) in svinčevim lesom (Combretum imberbe) eden od treh regionalno pomembnih dreves za kurjavo.

## Območje in habitat
Drevo raste v Bocvani, Južni Afriki, Zimbabveju, Mozambiku, Zambiji, Namibiji, Angoli in Malaviju. Rastišče mora biti alkalno (visoka vsebnost apna), tla plitva in slabo drenirana. Prav tako raste v aluvialnih tleh (tla ob rečnih nanosih). Nekaj dreves raste v Južni Afriki, več jih je na sosednjih območjih v Bocvani in Zimbabveju, zrastejo od 4 do 18 m visoko, včasih tudi višje. Sestavljajo gozd, pogosto pa grmičevje. Na severu so drevesa višja. Ne rastejo zunaj vročih območij, na območjih brez zmrzali s poletnimi padavinami.

## Uporaba
Njihov les je med najtršimi v južni Afriki in ga je težko obdelovati,  je pa odporen proti termitom. Zaradi teh lastnosti se že dolgo uporablja za gradnjo hiš in ograj, pa tudi železniških pragov in v rudnikih. Zaradi odpornosti proti termitom in bogate, rdečkaste barve je priljubljen za polaganje poda. Zunaj Afrike ga vedno bolj cenijo kot težek, okrasen les, uporabljajo ga tudi kot okrasje v akvarijih, kot podlago za svetilke ali kipe in v vrtovih.
Prav tako se les vedno bolj uporablja pri izdelavi glasbil, predvsem pihal. Ustrezna kakovost afriškega črnega lesa (Dalbergia melanoxylon), ki se tradicionalno uporablja za izdelavo klarinetov, je vse težje dosegljiva. Les mopan je precej masten, se zelo dobro stara, ima malo razpok in napak ter daje instrumentom topel, bogat ton. 
Vejice se tradicionalno uporabljajo kot zobne ščetke, lubje za izdelavo vrvi in strojenje, listi pa za celjenje ran. Les uporabljajo tudi za oglje in kot les za žar.
Drevo je glavni vir hrane za gosenice, vešče Gonimbrasia belina. Gosenice so bogate z beljakovinami in ljudje jih jedo. Z njim se hrani tudi divja svilna vešča Gonometa rufobrunnea. Zapredki vešče se obirajo kot divja svila za izdelavo oblačil.
Drevo je tudi gostiteljska rastlina za bolšico (Retroacizzia mopani). 

## Etimologija
Colophospermum je grška beseda za "mastno ali smolnato seme" (tj. spermum), ki ima vonj po terpentinu. Kolofon je Homerjev rojstni kraj v Joniji in je bil znan po svoji smoli, snovi, pridobljeni iz terpentina, ali gumast izcedek iz nekaterih dreves.  Ime vrste mopane je lokalno ime za drevo.